# Pseudophoraspis congrua
Pseudophoraspis congrua är en kackerlacksart som först beskrevs av Walker, F. 1868.  Pseudophoraspis congrua ingår i släktet Pseudophoraspis och familjen jättekackerlackor. Inga underarter finns listade i Catalogue of Life.